# Pucherite
La pucherite est un minéral, vanadate de bismuth.

## Historique de la description et appellations

### Étymologie
Le nom du minéral fait référence à son topotype localisé dans le puits de Pucher de la mine Wolfgang, à Schneeberg.

### Topotype
Puits de la mine Wolfgang à Schneeberg, Saxe.

### Gîtologie et minéraux associés
Les cristaux se forment dans les zones d'oxydation des gisements de bismuth - cobalt - nickel. Le minéral est généralement associé à d'autres minéraux essentiellement constitué de Bismuth.

### Gisements producteurs de spécimens remarquables
- Australie
  - Gisement de Benambra, Victoria
  - Gisement de Comet Vale, Australie-Occidentale
  - Gisement de Goldfields-Esperance, Australie-Occidentale
  - Gisements du comté de Menzies, Australie-Occidentale
  - Gisements de Pilbara, Australie-Occidentale
- Brésil
  - Gisement de São José de Brejaúba São José de Bryamba, Conceição do Mato Dentro, Minas Gerais
- Allemagne
  - Gisement de Clara Mine, Rankach valley, Oberwolfach, Wolfach, Forêt-Noire, Bade-Wurtemberg
  - Gisement de Lautertal, Odenwald Hesse
- Japon
  - Mine de Ishikawa-gun, préfecture de Fukushima, Honshu